# Brahoui
Cet article concerne la langue brahouie. Pour le peuple brahoui, voir Brahouis.
 (février 2017).
Si vous disposez d'ouvrages ou d'articles de référence ou si vous connaissez des sites web de qualité traitant du thème abordé ici, merci de compléter l'article en donnant les références utiles à sa vérifiabilité et en les liant à la section « Notes et références ».
Le brahoui (brahui en transcription anglaise, بروہی en alphabet arabe) est une langue parlée principalement dans le Baloutchistan au Pakistan, mais aussi en Afghanistan et en Iran. Au Pakistan, elle est principalement utilisée sur le plateau du Kalat dans la région de Balouchistan. La plupart des locuteurs ne savent ni lire ni écrire la langue. Beaucoup sont bilingues et parlent aussi le baloutchi.

## Origine
Bien qu'étant une langue dravidienne, elle a été fortement influencée par les autres langues parlées dans la zone et partage peu de vocabulaire avec les autres langues dravidiennes parlées dans le sud de l'Inde et le Sri Lanka. On a pensé autrefois que l'existence de la langue brahouie au Pakistan était un îlot survivant témoignant de la présence antérieure d'un substrat dravidien dans la civilisation de la vallée de l'Indus. Pour Bernard Sergent (Genèse de l'Inde), « les bases factuelles de cette opinion ont été ruinées dès 1987... En fait le brahoui a quitté tardivement, durant notre Moyen Âge, le nord-Ouest du Deccan pour s'installer au Baloutchistan, il ne peut donc plus constituer ni une preuve, ni un indice du caractère dravidophone des hommes qui vivaient au bord de l'Indus plus de 3 000 ans avant. »
Pour David McAlpin, le sens de la migration serait l'inverse et il lie le brahoui à l'élamite, qui fut parlé en Iran, du début du IIIe millénaire au IVe siècle av. J.-C.,.

## Écriture
Le brahoui est écrit avec l’alphabet arabe. En Afghanistan, les lettres avec ṭāh suscrit ‹ ‎ڈ, ‎ڑ, ‎ٹ › (anciennement ‹ ‎ڐ, ‎ڙ, ‎ٿ ›) sont parfois écrites ‹ ‎ډ, ‎ړ, ‎ټ › comme en pachto.
| آ | ا | أ | ء | ب | پ | ت | ٹ | ث | ج | چ | ح | خ | د | ڈ | ذ | ر | ڑ | ز | ژ | س | ش | ص | ض | ط | ظ | ع | غ | ف | ق | ک | گ | ل | ڷ | م | ن | ں | و | ؤ | ه | ة | ی | ے |

La Commission de la langue brahoui de l’université du Balouchistan à Quetta a publié un alphabet latin brahoui en 2010.
| Lettres | Lettres arabes équivalentes |
| ------- | --------------------------- |
| a       | ـَ                           |
| á       | آ                           |
| b       | ب                           |
| c       | چ                           |
| ð       | ڈ ou ډ ou ڐ                 |
| d       | د                           |
| e       | ے                           |
| f       | ف                           |
| g       | گ                           |
| ģ       | غ                           |
| h       | ه                           |
| i       | ـِ                           |
| í       | ای                          |
| j       | ج                           |
| k       | ک                           |
| ļ       | ڷ                           |
| l       | ل                           |
| m       | م                           |
| ń       | ں                           |
| n       | ن                           |
| o       | او                          |
| p       | پ                           |
| ŕ       | ڑ ou ړ ou ڙ                 |
| r       | ر                           |
| s       | س                           |
| ş       | ش                           |
| t       | ت                           |
| ŧ       | ٹ ou ټ ou ٿ                 |
| u       | ـُ                           |
| ú       | اُو                          |
| v       | و                           |
| x       | خ                           |
| y       | ی                           |
| ź       | ژ                           |
| z       | ز                           |